# Famille Héron de Villefosse
La famille Héron de Villefosse est une famille française anoblie au XIXe siècle comportant plusieurs personnages connus ou célèbres
- Marc Héron, bourgeois de Paris au XIVe siècle
- Macé Héron (-1464), secrétaire du duc d'Orléans, trésorier des guerres en Guyenne et Gascogne
- Lambert Héron (-1722), président-trésorier de France au bureau des finances de la généralité de Moulins, receveur général des fermes unies du Roy au département de Bourbonnais et Auvergne
- Nicolas Héron (-1677), bourgeois de Paris, premier consul des marchands de Paris
- Nicolas Héron (-1728), docteur en Sorbonne, aumônier de la Reine, trésorier de la Sainte-Chapelle de Vincennes
- Jean Baptiste Claude Héron de La Thuillerie (1736-1779), conseiller du roi, receveur général des consignations de ses conseils au parlement de Paris
  - Charles Héron de La Thuillerie (-1856), gouverneur de Madrid[réf. nécessaire]
  - Antoine-Marie Héron de Villefosse (1774-1852), géographe, inspecteur des mines[1], qui eut de son mariage avec Angélique-Joséphine-Louise Chaumont de la Millière, trois enfants : 
    - Antoine-Félix Héron de Villefosse (1814-1887), avocat ;
    - Étienne-Marie Héron de Villefosse, archiviste ;
    - Pierre-Marc-René Héron de Villefosse, qui eut de son mariage avec Marie-Mathilde de l'Espine un fils : 
      - Antoine-Marie-Albert Héron de Villefosse (1845-1919), conservateur au Musée du Louvre et membre de l'Institut (1886), père de :
        - René Héron de Villefosse (1903-1985), conservateur en chef des musées de la Ville de Paris, historien et spécialiste de l'histoire de Paris ;
        - Louis de Villefosse (1900-1984), officier de marine, journaliste et écrivain.

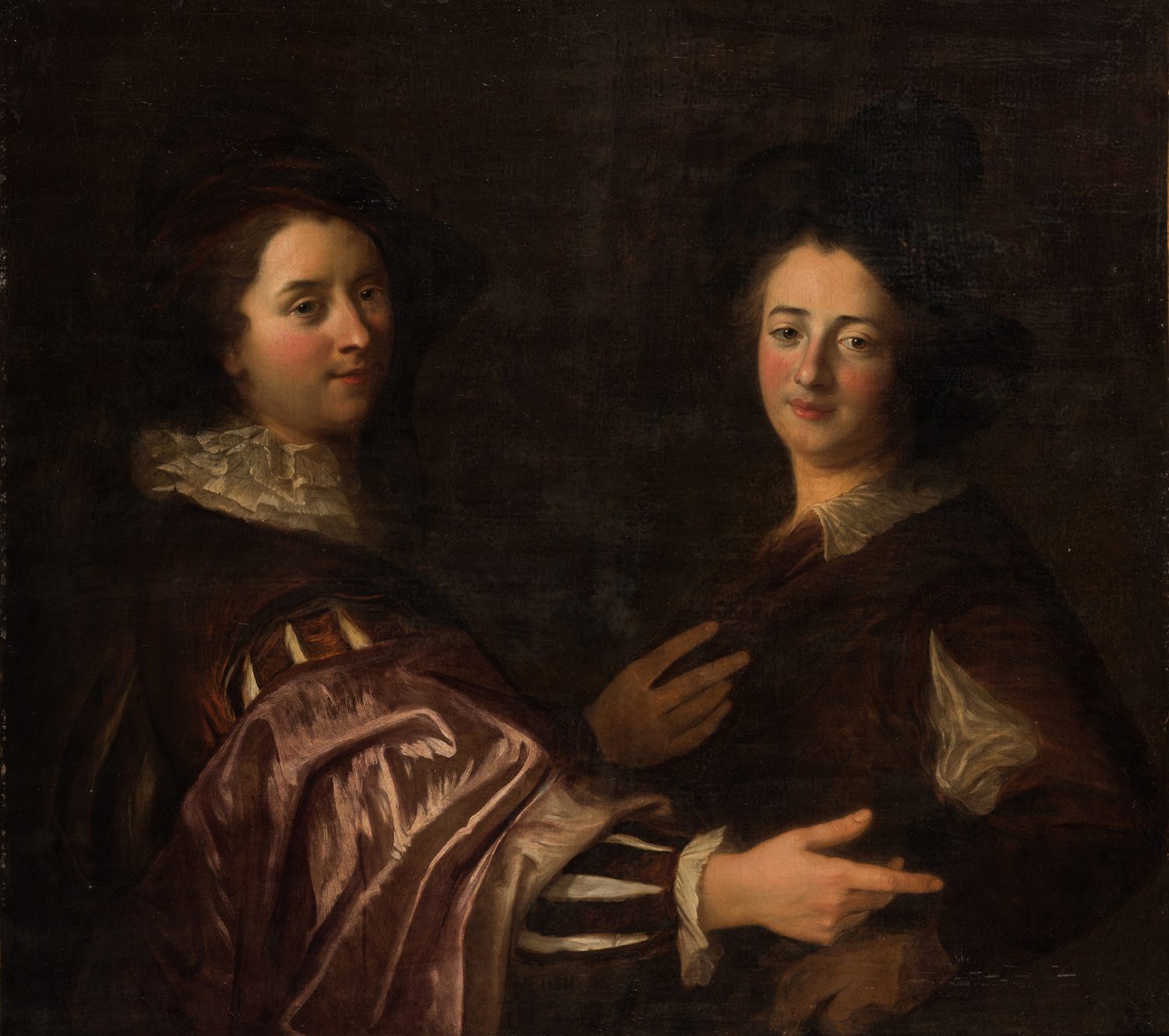
Portrait de Mrs Héron de la Tuilerie et Héron de Courgy, en costume flamand
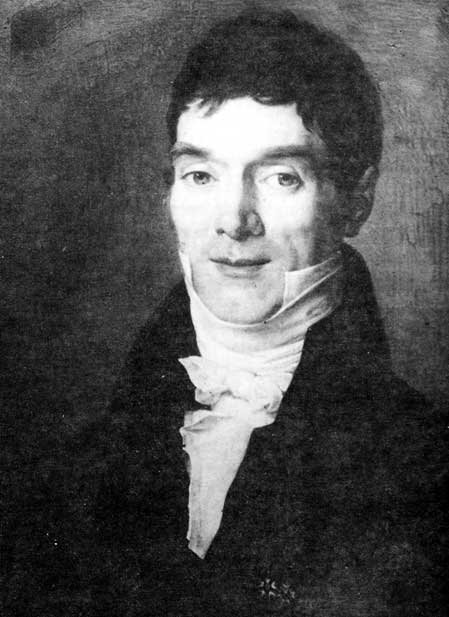
Antoine-Marie Héron de Villefosse
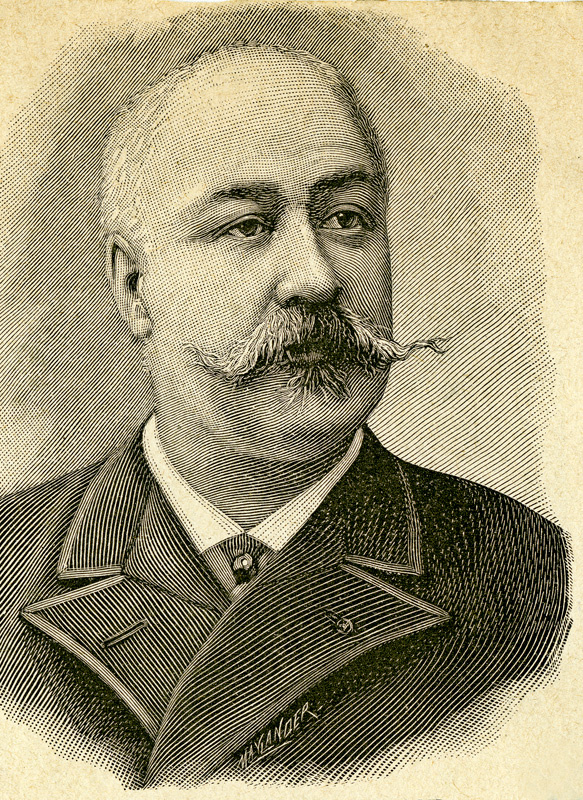
Antoine Héron de Villefosse